# Salford
Salford – miasto w dystrykcie metropolitalnym Salford w Wielkiej Brytanii, w Anglii, w hrabstwie metropolitalnym Wielki Manchester, nad rzeką Irwell (dopływ Mersey) i Kanałem Manchesterskim. W 2001 liczyło 72 750 mieszkańców.
Miejscowość została wymieniona w Domesday Book (1086), jako Salford. Stanowi siedzibę Uniwersytetu Salfordzkiego oraz katolickiej diecezji Salford.
Jest miejscem narodzin i śmierci fizyka Jamesa Joule'a i dziennikarza Tony'ego Wilsona oraz aktora Roberta Powella. W Salford urodził się również Paul Scholes – piłkarz reprezentacji Anglii oraz klubu Manchester United F.C.
W mieście znajduje się stacja kolejowa Salford Central. 
W mieście rozwinął się przemysł włókienniczy, chemiczny, elektroniczny oraz maszynowy.